# Courcelles-sur-Blaise
Courcelles-sur-Blaise is een gemeente in het Franse departement Haute-Marne (regio Grand Est) en telt 120 inwoners (2009). De plaats maakt deel uit van het arrondissement Saint-Dizier.

## Geografie
De oppervlakte van Courcelles-sur-Blaise bedraagt 5,6 km², de bevolkingsdichtheid is 21,4 inwoners per km².
De onderstaande kaart toont de ligging van Courcelles-sur-Blaise met de belangrijkste infrastructuur en aangrenzende gemeenten.

## Demografie
Onderstaande figuur toont het verloop van het inwonertal (bron: INSEE-tellingen).